# Форсстрём, Эйно
Эйно Вихо Форсстрём (фин. Eino Vilho Forsström; 10 апреля 1889, Гельсингфорс — 26 июля 1961, Хельсинки) — финский гимнаст, призёр летних Олимпийских игр.
На Играх 1908 в Лондоне Форсстрём участвовал только в командном первенстве, в котором его сборная заняла третье место. На Олимпиаде 1912 в Стокгольме Форсстрём снова вошёл в сборную Финляндии, которая заняла вторую позицию в командном первенстве по произвольной системе.